# Commonwealth Nurses and Midwives Federation
Die Commonwealth Nurses and Midwives Federation (dt. Commonwealth Föderation für Pflegekräfte und Hebammen) wurde 1973 als Dachverband der Pflege- und Hebammenverbände in den Staaten des Commonwealth gegründet. Die multinationale Organisation ist in sechs Regionen aufgeteilt: Asien, Ost-, Mittel- und Südafrika, Westafrika, Pazifik Atlantik und Europa. Die Ziele des Verbandes sind Einflussnahme auf die Gesundheitspolitik des Commonwealth, Pflegenetzwerke einzurichten, die Pflegebildung zu stärken, die Steigerung der pflegerischen Kompetenz, die Entwicklung von Standards und die Führungskompetenz der Pflegenden zu erhöhen. Die Föderation ist eine anerkannte Organisation des Commonwealth und arbeitet u. a. mit dem International Council of Nurses und der Weltgesundheitsorganisation zusammen.